# Liubov Talalàieva
Liubov Talalàieva (rus: Любовь Андреевна Талалаева)  (Moscou, 24 de gener de 1953 - Moscou, 24 de maig de 2021) és una ex-remadora russa que va competir sota bandera soviètica durant la dècada de 1970.
El 1976 va prendre part en els Jocs Olímpics de Mont-real, on guanyà la medalla de plata en la competició del vuit amb timoner del programa de rem.